# Torneig d'Històrics del Futbol Català 2007
La XXIIa edició del Torneig d'Històrics del Futbol Català disputada l'any 2007 va ser organitzada pel Club Esportiu Europa, com a celebració del seu centenari. Els partits van ser disputats al Nou Sardenya.
La competició es dividí en quatre grups de 3 equips que s'enfrontaren en eliminatòries de 3x1 (tres partits de 45 minuts). Els vencedors de cada grup s'enfrontaren a semifinals. Les semifinals i la final es disputaren en partits de 90 minuts.

## Distribució de grups
| Grup 1     | Grup 2         | Grup 3       | Grup 4          |
| ---------- | -------------- | ------------ | --------------- |
| CE Premià  | CE Europa      | FC Martinenc | CE L'Hospitalet |
| CE Júpiter | UE Sant Andreu | CD Masnou    | CF Badalona     |
| UE Sants   | UEA Gramenet B | UA Horta     | CE Sabadell FC  |

## Grup 1
Partits disputats el dilluns 6 d'agost de 2007
- C.E. Júpiter 1 - 1 C.E. Premià

1 - Júpiter: Marc Maria, Cristian, Oriol, Santi, Pociello, Ortega, Víctor, Lozano, Javi, Benja i Escandell.

1 - Premià: Marc, Aimar, Sergio, Ruben Salvador, Traverso, Calvo, Hanza, Aday, Molina, Bueno i Jonathan... També van jugar: Maik i Ángel.

Gols: 0-1 (Oriol, 11'); 1-1 (Hanza, 24') 

Àrbitre: Robas Bondia (Baix Llobregat).
- C.E. Júpiter 1 - 1 U.E. Sants

1 - Júpiter: Javi Díaz, Oriol, Ortega, Benja, Valentí, Bach, Ruben, Serrano, Jordi Sánchez, Jonathan i Àlex... També va jugar: Lozano.

1 - Sants: Álvaro, Olías, Ángel, Sánchez, Artur, Edu Ainsa, Morales, Dani, Jota, Luque i Colominas... També van jugar: Tete, Mele, Antoñito i Àlex Alarcón.

Gols: 0-1 (Jota, 16'); 1-1 (Benja, 17')

Àrbitre: Baños Martín (Baix Llobregat).
- C.E. Premià 1 - 0 U.E. Sants

1 - Premià: Suriñach, Litus, Peter, Ruben Ortiz, Melo, Maik, Vives, Gerard, Ángel, Bacary i Albert Serrano... També van jugar: Dani Martínez, Molina i Jonathan.

0- Sants: Pardo, Olías, Ángel, Sánchez, Ismael, Guim, Tete, Mele, Adam, Antoñito i Álex Alarcón... També van jugar: Morales, Colominas, Luque i Edu Ainsa.

Gols: 1-0 (Albert Serrano, 11')

Àrbitre: Santos Pastor.

## Grup 2
Partits disputats el dimarts 7 d'agost de 2007
- C.E. Europa 0 - 1 U.E. Sant Andreu

0 - Europa: Coca, Àlex, Amantini, Moreno, Ramon Gatell, Brian, Marcos, Fernando, Enric Pi, Boris i Bartels.

1 - Sant Andreu: Aurreko, Luso, Leo Bermejo, Joyce Moreno, Jorge Recio, Dani Martí, Óscar García, Javi Recio, Marcos, Lanzarote i Lezaun.

Gols: 0-1 (Ramon Gatell -pp-, 26')

Àrbitre: Vico Moreno (Barcelona)
- C.E. Europa 2 - 1 UEA Gramenet B

2 - Europa: Asier, Rojals, Ros, Zigor, Víctor, Amantini, Albert, Salvanyà, Nacho, Dani Hernández i Benja. 

1 - Gramenet B: Valenzuela, Norbert, Chumi, Melich, Borja, Joaquin, Morera, Víctor, Ruben, Pau i Eloy... També va jugar: Forcadell.

Gols: 0-1 (Ruben, 21'); 1-1 (Amantini, 24'); 2-1 (Salvanyà, 43')

Àrbitre: Tomás Baulo (Barcelona).

- UEA Gramenet B 0 - 0 U.E. Sant Andreu

0 - Gramenet B: Pol, Borja, Dani, Melich, Forcadell, Ramon, Camacho, Del Amo, Carlitos, Araujo i Eloy... També van jugar: Pau i Norbert. 

0 - Sant Andreu: Santos, Fran Grima, Luso, Cárdenas, Jorge Recio, Dani Martí, Fran Piera, Morillo, Eloy, Miralles i Lezaun... També van jugar: Joyce Moreno, Requena i Santolalla.

Àrbitre: Simón del Pino (Barcelona)

## Grup 3
Partits disputats el dimecres 8 d'agost de 2007
- F.C. Martinenc 0 - 2 C.D. Masnou

0 - Martinenc: Leo, Marc, Dani, Gerard, Javi, Aitor, Héctor, Virgós, Fido, Karim i Francesc... També va jugar: Ordoño. 

2 - Masnou: Àlex, Miguel, Molina, Barberan, Adolfo, Aleix, Pereira, Alberto, Pep, Aitor i Vílchez.

Gols: 0-1 (Vílchez ,9'); 0-2 (Aitor, 34')

Àrbitre: Ávalos Martos (Anoia).
- F.C. Martinenc 0 - 4 U.A. Horta

0 - Martinenc: Emilio, Javi, Ordoño, Gerard, Dani, Aitor, Héctor, Virgós, Francesc, Fido i Karim.

4 - Horta: Vázquez, Johny, Víctor, Andrés, Marin, Lolo, Eric, Visa, Mario, Valderas i Grande... També va jugar: Anglada.

Gols: 0-1 (Mario, 8'); 0-2 (Mario, 27'); 0-3 (Valderas, 29'); 0-4 (Mario, 31').

Àrbitre: Lagunas Gallego (Anoia).
- C.D. Masnou 0 - 0 U.A. Horta

0 - Masnou: Cañadas, Miguel, Barberan, Navarro, Dani Molina, Jordi Dieguez, Bayà, Johny, Pep, Àlex Gil i Aitor... També van jugar: Aleix, Andrés i Vílchez.

0 - Horta: Álvaro, Andrés, Belda, Alonso, Marin, Paquito, Uri, Báez, Miqui, Ismael i Casillas... També va jugar: Simón. 

Àrbitre: Galan Baró (Bages).

## Grup 4
Partits disputats el dijous 9 d'agost de 2007
- C.E. L'Hospitalet 0 - 1 C.F. Badalona

0 - L'Hospitalet: Eduardo, Dani Morales, Gaston, Jornet, De la Puente, Casado, Ruben Quintero, Jaime, Raúl Salas, Cristian i Giménez. 

1 - Badalona: Ruben, Besora, Arau, Alfonso, Macanás, Cristian, Corominas, Isaias, Diego, Ruben Casado i Blanco... També va jugar: Jacobo.

Gols: 0-1 (Corominas, 21').

Àrbitre: Raúl Calle Martínez (Barcelona)
- C.E. L'Hospitalet 3 - 0 C.E. Sabadell

3 - L'Hospitalet: Carlos, Dani Morales, Gastón, Casado, Neftalí, Chiqui, Juli, Jaime, Raúl Salas, Cristian i Giménez.

0 - Sabadell: Miguel Ángel, Xavi Roca, Serrat, Jaume, David Pirri, Javi Lara, Villanova, Siso, Fran, Toni Mora i Finidi.

Gols: 1-0 (Cristian, 7'); 2-0 (Giménez, 13'); 3-0 (Chiqui, 28').

Àrbitre: Raúl García García (Barcelona)
- C.F. Badalona 0 - 1 C.E. Sabadell

0 - Badalona: Montero, Cerveró, Alain, Cámara, Ricard, Santi Amaro, Corominas, Jacobo, Diego, Yeray i Blanco... També van jugar: Isaias, Ruben Casado i Cristian. 

1 - Sabadell: Nando, Sierra, Serrat, Jaume, Xavi Roca, Javi Lara, Diego Carrillo, Miki, Montero, Toni Mora i Finidi... També van jugar: Siso, Villanova i Fran. 

Gols: 0-1 (Fran, 31')

Àrbitre: Jordi Liarte Pérez (Barcelona)

## Semifinals
Partits disputats el divendres 10 d'agost de 2007
- C.E. Ricoh Premià 2 - 4 U.A. Horta

2 - Premià: Marc, Aimar (Litus, 46’), Ruben Salvador, Peter, Melo (Traversa, 46’), Maik, Jonathan, Gerard, Bacary (Vives, 46’), Aday (Ángel, 68’) i Albert Serrano.

4 - Horta: Álvaro, Johny, Belda, Andrés, Marín (Víctor, 70’), Paquito (Heri, 46’), Uri, Lolo, Mario (Valderas, 67’), Ismael i Casillas (Grande, 61’).

Gols: 1-0, Meter (18'). 1-1, Mario (28’). 2-1, Aday (32’). 2-2, Ismael (59’). 2-3, Ismael (73’). 2-4, Ismael (86’).

Àrbitre: Medié Jiménez. T.G.: - / Casillas i Valderas.
- U.E. Sant Andreu 1 - 0 C.E. L'Hospitalet

1 - Sant Andreu: Aurreko, Luso, Leo Bermejo, Joyce Moreno (Cárdenas, 58’), Jorge Recio, David Morillo (Dani Martí, 66’), Óscar García, Javi Recio, Lezaun (Eloy, 66’), Miralles (Lanzarote, 78’) i Marcos Giménez.

0 - L'Hospitalet: Iñigo, Ivan Hammouch, Dani Morales, Neftalí (Raúl Capó, 75’), Gastón (Casado, 46’), Chiqui, Juli (De la Puente, 58’), Cárcel, Thaer, Toni Velamazán (Raúl Salas, 68’) i Ruben Quinteros.

Gol: 1-0, Lezaun (25’).

Àrbitre: Soto MirandaT.G.: Joyce Moreno, Marcos Jiménez / Chiqui. T.V.: Dani Morales (16’).

## Final
Partit disputat el dissabte 11 d'agost de 2007
- U.A. Horta 0 - 1 U.E. Sant Andreu

0 - Horta: Vázquez, Jonhy, Víctor, Andrés, Belda (Marin, 46'), Paquito, Heri (Casillas, 52'), Lolo, Miqui, Mario (Valderas, 61') i Grande (Uri 46'). 

1 - Sant Andreu: Santos, Grima, Luso, Joyce Moreno, Cardenas, Morillo (Javi Recio, 46'), Fran Piera (Santolalla, 64'), Dani Martí, Lezaun (Marcos, 46'), Lanzarote i Eloy (Requena 77'). 

Gols: 0-1, Fran Piera (12')

Àrbitre: Montero Esteban. T.G.: Casillas / Javi Recio i Dani Martí.
La Unió Esportiva Sant Andreu es proclama campiona de la XXII edició del Torneig d'Històrics 2007.